# Halové mistrovství Evropy v atletice 1985
16. Halové mistrovství Evropy v atletice se odehrávalo ve dnech 2. března – 3. března 1985 v řeckém Pireu.
22 atletických disciplín (12 mužských a 10 ženských) se konalo v hale Peace and Friendship Stadium.

## Medailisté

### Muži
| Soutěž        | Zlato                      | Stříbro                    | Bronz                      |
| ------------- | -------------------------- | -------------------------- | -------------------------- |
| 60 m          | Michael McFarlane 6,61     | Antoine Richard 6,63       | Ronald Desruelles 6,64     |
| 200 m         | Stefano Tilli 20,77        | Olaf Prenzler 20,83        | Alexandr Jevgeněv 20,95    |
| 400 m         | Todd Bennett 45,56         | Klaus Just 45,90           | José Alonso 46,52          |
| 800 m         | Rob Harrison 1:49,09       | Petre Dragoescu 1:49,38    | Leonid Masunov 1:49,59     |
| 1500 m        | José Luis González 3:39,26 | Marcus O'Sullivan 3:39,75  | José Luis Carreira 3:40,43 |
| 3000 m        | Bob Verbeeck 8:10,84       | Thomas Wessinghage 8:10,88 | Vitalij Tiščenko 8:10,91   |
| 60 m př.      | György Bakos 7,60          | Jiří Hudec 7,68            | Vjačeslav Ustinov 7,70     |
| Skok do výšky | Patrik Sjöberg 2,35 m      | Alexandr Kotovič 2,30 m    | Dariusz Biczysko 2,30 m    |
| Skok o tyči   | Sergej Bubka 5,70 m        | Alexandr Krupskij 5,70 m   | Atanas Tarev 5,60 m        |
| Skok daleký   | Gyula Pálóczi 8,15 m       | László Szalma 8,15 m       | Sergej Lajevskij 8,14 m    |
| Trojskok      | Christo Markov 17,29 m     | Ján Čado 17,23 m           | Volker Mai 17,14 m         |
| Vrh koulí     | Remigius Machura 21,74 m   | Ulf Timmermann 21,44 m     | Werner Günthör 21,23 m     |

### Ženy
| Soutěž        | Zlato                       | Stříbro                      | Bronz                         |
| ------------- | --------------------------- | ---------------------------- | ----------------------------- |
| 60 m          | Nelli Coomanová 7,10        | Marlies Göhrová 7,13         | Heather Oakesová 7,22         |
| 200 m         | Marita Kochová 22,82        | Kirsten Emmelmannová 23,06   | Els Vaderová 23,64            |
| 400 m         | Sabine Buschová 51,35       | Dagmar Neubauerová 51,40     | Alena Bulířová 52,64          |
| 800 m         | Ella Kovacsová 2:00,51      | Naděžda Olizarenková 2:00,90 | Cristeana Cojocaruová 2:01,01 |
| 1500 m        | Doina Melinteová 4:02,54    | Fița Lovinová 4:03,46        | Brigitte Krausová 4:03,64     |
| 3000 m        | Agnese Possamaiová 8:55,25  | Olga Bondarenková 8:58,03    | Yvonne Murrayová 9:00,94      |
| 60 m př.      | Cornelia Oschkenatová 7,90  | Ginka Zagorčevová 8,02       | Anne Piquerauová 8,03         |
| Skok do výšky | Stefka Kostadinovová 1,97 m | Susanne Helmová 1,94 m       | Danuta Bułkowská 1,90 m       |
| Skok daleký   | Galina Čisťakovová 7,02 m   | Eva Murková 6,99 m           | Heike Drechslerová 6,97 m     |
| Vrh koulí     | Helena Fibingerová 20,84 m  | Claudia Loschová 20,59 m     | Heike Hartwigová 19,93 m      |

## Medailové pořadí
| Umístění | Stát           | Zlato | Stříbro | Bronz | Celkem |
| -------- | -------------- | ----- | ------- | ----- | ------ |
| 1.       | NDR            | 3     | 6       | 3     | 12     |
| 2.       | Velká Británie | 3     | 0       | 2     | 5      |
| 3.       | Sovětský svaz  | 2     | 4       | 5     | 11     |
| 4.       | Československo | 2     | 3       | 1     | 6      |
| 5.       | Rumunsko       | 2     | 2       | 1     | 5      |
| 6.       | Bulharsko      | 2     | 1       | 1     | 4      |
| 7.       | Maďarsko       | 2     | 1       | 0     | 3      |
| 8.       | Itálie         | 2     | 0       | 0     | 2      |
| 9.       | Španělsko      | 1     | 0       | 2     | 3      |
| 10.      | Belgie         | 1     | 0       | 1     | 2      |
| 10.      | Nizozemsko     | 1     | 0       | 1     | 2      |
| 12.      | Švédsko        | 1     | 0       | 0     | 0      |
| 13.      | NSR            | 0     | 3       | 1     | 4      |
| 14.      | Francie        | 0     | 1       | 1     | 2      |
| 15.      | Irsko          | 0     | 1       | 0     | 1      |
| 16.      | Polsko         | 0     | 0       | 2     | 2      |
| 17.      | Švýcarsko      | 0     | 0       | 1     | 1      |